# Železný Brod
Železný Brod település Csehországban, Jablonec nad Nisou-i járásban. Železný Brod Vlastiboř, Malá Skála, Skuhrov, Radčice, Pěnčín, Líšný, Jílové u Držkova, Koberovy, Semily, Bozkov, Záhoří és Jesenný településekkel határos. Lakosainak száma 6065 fő (2024. január 1.).

## Népesség
A település lakosságának változását az alábbi diagram mutatja:
| Lakosok száma | 5430 | 6339 | 6152 | 5170 | 7099 | 6544 | 6070 | 6069 | 5883 | 6065 |
|               | 1869 | 1890 | 1921 | 1950 | 1980 | 2001 | 2017 | 2019 | 2022 | 2024 |